# Ch-47M2 Kinžal
Il Ch-47M2 Kinžal (ossia: "pugnale”; in cirillico: Х-47М2 Кинжал; nome in codice NATO: AS-24 Killjoy) è un missile balistico aviolanciato ipersonico di fabbricazione russa, sviluppato negli anni 2010 ed entrato in servizio sperimentale nel 2018 presso le forze aerospaziali russe.
Pensato per neutralizzare obiettivi navali d'importanza strategica, quali portaerei e incrociatori lanciamissili, è in grado di volare a velocità massima prossima a Mach 10 disegnando traiettorie manovrate caratterizzate da virate improvvise, pensate per saturare le capacità di calcolo dei sistemi antimissile avversari, in modo da ridurre drasticamente le probabilità d'intercettazione.
Al 2020, l'unico vettore designato al trasporto del Kinžal era l'intercettore supersonico MiG-31I appositamente modificato per il ruolo aria-superficie. Nel prossimo futuro, il missile potrebbe essere imbarcato sui bombardieri supersonici a lungo raggio Tu-160M2, di nuova produzione, e sugli ammodernati Tu-22M3M, in modo da aumentarne in modo considerevole il raggio d'azione.
Ha trovato il suo primo impiego su un teatro bellico nel corso dell'invasione russa dell'Ucraina del 2022.

## Sviluppo
L'idea di lanciare missili balistici non è nuova. Così gli Stati Uniti e l'Unione Sovietica, negli anni 1960 fino agli anni 1970, svilupparono gli AGM-48 Skybolt e gli Ch-45 Molnija (in lingua russa Х-45 Молния). Con questi missili le velocità superarono i 12 Mach e una distanza di 1800 km. Quando sia iniziato lo sviluppo dei Ch-47 non si sa. Le prime informazioni su questo progetto vennero pubblicate nel 2010. Ufficialmente i Ch-47 furono presentati nel quadro di un discorso di Vladimir Putin a un incontro federale. Dopo un'ulteriore serie di prove i Ch-47 furono adottati negli armamenti delle Forze Armate russe.

## Caratteristiche
Il Kinžal, descritto come un missile balistico ipersonico aerolanciato di alta precisione, sarebbe una versione del missile superficie-superficie 9K720 Iskander, progettato sotto la direzione tecnica dell’ing. Valerij M. Kašin (KBM Kolomna) e prodotto nello stabilimento Votkinsk.
Fonti russe attribuiscono una gittata massima di 2000 km e una velocità durante l'avvicinamento finale al bersaglio tra 10 620 e 12250 km/h (Mach 10), con la possibilità di compiere manovre evasive, ad alto numero di g; anche in assenza di indicazioni precise al riguardo, si ritiene che disponga di differenti tipi di testata: convenzionale, termonucleare, termobarica, a submunizioni e perforante/esplosiva per bersagli protetti.
Esso è in grado di attaccare obiettivi fissi grazie alla guida inerziale o satellitare. La volontà di montare tale missile su un velivolo, costituisce un tentativo teorico, di farne un impiego antinave, soprattutto contro i gruppi portaerei, cosa che costringerebbe i piloti di Mig-31, ad avvicinarsi moltissimo alle portaerei per sfruttare l'ipervelocità, rischiando di essere localizzati con molto anticipo ed essere ingaggiati dai caccia a protezione delle Task Force e quindi abbattuti ben prima di poter sganciare, vanificando l'ipervelocità del missile. Unica tattica alternativa teorica sarebbe quella di volare a bassissima quota per evitare di essere scoperti dai radar nemici, avvicinandosi a vista alle navi, prima di lanciare il missile.
Nel 2018 è stata costituita ad Achtubinsk una squadriglia con sei MiG-31BM così modificati, nel distretto militare meridionale, con l’obiettivo di arrivare a dieci-dodici aerei ad organico completo entro la fine dell'anno. Si ritiene che il lancio per l’omologazione del Ch-47M2 si sia svolto il 10 marzo dello stesso anno mentre in precedenza sono stati compiuti più di 250 voli captive (vincolati) per verificare la compatibilità aerodinamica tra missile ed aereo, senza procedere al lancio.
È possibile che fino a 50 MiG-31 possano essere adattati a questo ruolo, principalmente per l'assegnazione ai distretti militari orientali con vocazione all'impiego antinave.
Il 21 dicembre 2021, il ministro della difesa russo, generale d'armata Sergej Šojgu, annunciò ufficialmente che il primo reggimento aereo dotato di intercettori MiG-31K equipaggiati con i missili ipersonici Kinzhal era stato formato. Equipaggiato con dieci velivoli, anche per scopo sperimentale, il reggimento è stato dislocato presso l'aeroporto di Achtubinsk (oblast' di Astrachan', distretto militare meridionale). I loro ruoli principali saranno gli attacchi antinave e il pattugliamento aereo sul Mar Nero.
Gli osservatori occidentali, peraltro, si dichiarano dubbiosi sulla gittata di 2000 km e la valutano più prudenzialmente in 1200 km, considerato l'attacco portato dall'unità operativa nell'aeroporto di Achtubinsk (oblast' di Astrachan'), verosimilmente lanciato dai cieli sopra Kramators'k verso occidente contro un deposito di armi a Deljatyn, nell'oblast' ucraina di Ivano-Frankivs'k.

## Impiego operativo

### Invasione russa dell'Ucraina del 2022
Il 19 marzo 2022, il portavoce del Ministero della difesa russo, Igor' Konašenkov ha dichiarato la neutralizzazione di un deposito contenente rifornimenti militari occidentali per il governo ucraino tramite l'impiego di missili Kinžal. L'attacco alla struttura, situata nel villaggio di Deljatyn, nell'oblast' ucraina di Ivano-Frankivs'k, vicino al confine con la Romania, è avvenuto per mezzo di una coppia di MiG-31K del 764º Reggimento Caccia, armati di un missile ipersonico ciascuno.
Tale missione ha reso il Kinzhal il primo sistema d'arma ipersonico ad essere impiegato in combattimento.
Il 26 gennaio 2023 sono stati lanciati contro obiettivi ucraini 55 missili (insieme anche a droni di fabbricazione iraniana HESA Shahed 136). Secondo le dichiarazioni di Valerij Zalužnyj, comandante in capo delle Forze armate ucraine, almeno uno di quest'ultimi era un missile di tipo Ch-47M2 Kinžal. Dei 55 missili, 47 sono stati abbattuti, secondo le fonti ufficiali ucraine.
Il 9 marzo 2023 un totale di 81 missili, inclusi 6 di tipo Kinžal, sono stati diretti contro diverse città ucraine. L'Aeronautica militare ucraina ha sottolineato come l'esercito sia sprovvisto di strumenti in grado di difendersi da questo tipo di missile balistico. Al marzo 2023, non era noto se il sistema missilistico Patriot fosse in grado di fermare tali missili.
Il 4 maggio 2023, nel corso di una serie di attacchi notturni nella regione di Kiev, fonti ucraine, dopo un'iniziale smentita, hanno sostenuto l'abbattimento di un missile Kinžal dalle proprie forze di difesa utilizzando il sistema di difesa missilistica Patriot; tale abbattimento è stato confermato anche dal Pentagono . Il sistema Patriot è teoricamente impossibilitato ad intercettare missili ipersonici e dell'accadimento non è mai stata presentata alcuna prova. Durante il conflitto i missili Kinžal hanno dato costante dimostrazione della loro capacità ipersonica, tuttavia esiste sempre la possibilità di un guasto che ne permetta l'abbattimento.

## Utilizzatori
Russia
- Vozdušno-kosmičeskie sily